# Jouni Yrjölä
Jouni Yrjölä (* 24. Oktober 1959 in Vilppula) ist ein finnischer Schachspieler und -autor.
Zweimal konnte er die finnische Einzelmeisterschaft gewinnen: 1985 in Espoo und 1988 in Helsinki. 1983 in Helsinki, 1991 in Tampere und 1995 in Helsinki hatte er den zweiten Platz belegt, 1986 in Pori wurde er Dritter.
Mit der finnischen Nationalmannschaft nahm er an den Schacholympiaden 1982, 1984, 1986, 1988, 1990, 1992, 1996 und 2000 teil mit einem positiven Gesamtergebnis von 45 Punkten aus 84 Partien (+26 =38 −20). Bei vier Teilnahmen an Mannschaftseuropameisterschaften (1989, 1992, 1997 und 1999) war sein bestes Ergebnis der vierte Platz der Mannschaft 1989 in Haifa, wo er am Spitzenbrett spielte, und eine individuelle Bronzemedaille für sein Ergebnis von 5 aus 7 am dritten Brett 1999 in Batumi.
Vereinsschach spielt er in Finnland für den Verein Gaia Helsinki, mit dem er in der Saison 2000/01 (damals noch Garde Helsinki) und 2003/04 finnischer Mannschaftsmeister wurde sowie am European Club Cup 2004 am Spitzenbrett teilnahm
. Davor spielte er bei PSY Pori, mit denen er 1986/87 die Mannschaftsmeisterschaft gewann.
1984 erhielt Jouni Yrjölä den Titel Internationaler Meister, seit 1990 ist er Schachgroßmeister. Seine Elo-Zahl beträgt 2278 (Stand: Mai 2022), seine bisher höchste war 2515 im Jahre 1984.

## Veröffentlichungen
- Easy Guide to the Classical Sicilian – featuring the Richter-Rauzer and Sozin Attacks. Everyman Chess, London 2000, ISBN 1-857-44524-4.
- An Explosive Chess Opening Repertoire for Black. Gambit Publications, London 2001, ISBN 1-901983-50-1. (gemeinsam mit Jussi Tella)
- The Queen’s Indian. Gambit Publications, London 2003, ISBN 1-901983-90-0. (mit Jussi Tella)